# Let TAM Airlines 3054
TAM Airlines let 3054 byl pravidelný vnitrostátní let z Porto Alegre do São Paula v Brazílii provozovaný společností TAM Airlines. Dne 17. července 2007 večer se za mírného deště letoun typu Airbus A320-233 pokusil přerušit přistání na dráze 35L na letišti Congonhas v São Paulu a znovu vzlétnout. Pokus však selhal a letadlo narazilo do skladu TAM Express, který se nacházel vedle čerpací stanice Shell. Letoun při nárazu explodoval a způsobil smrt všech 187 osob na palubě (cestujících i posádky), 12 lidí na zemi a zranění dalších 27 osob ve skladu. Nehoda se stala nejtragičtější leteckou katastrofou na území Brazílie a v celé Jižní Americe. Zároveň šlo o nejhorší nehodu letadla typu Airbus A320 až do roku 2015, kdy došlo k bombovému útoku na let Metrojet 9268. Vyšetřování vedlo brazilské centrum CENIPA (Centro de Investigação e Prevenção de Acidentes Aeronáuticos), které ve své závěrečné zprávě ze září 2009 označilo za příčinu nehody chybu pilotů při přistání. Jednalo se o poslední velkou leteckou havárii v Brazílii až do roku 2024, kdy havaroval let Voepass 2283 poblíž São Paula, při němž zahynulo 62 lidí.

## Letadlo
Na let TAM 3054 byl nasazen letoun Airbus A320-233 (výrobní číslo 789, registrace PR-MBK), který byl vyroben v roce 1998 a nasazen u TAM v lednu 2007. Letoun měl za sebou přes 21 000 letových hodin a přes 10 000 cyklů. V době nehody byl pravý obraceč tahu deaktivovaný, což TAM označila za běžnou závadu, která neohrožuje přistání. Den před havárií letoun bez problémů přistál na stejné dráze. 

## Oběti
Obětí bylo dohromady 199. Cestujících v letadle bylo 181 a 6 členů posádky. Dvanáct lidí zemřelo na zemi. Piloti měli nalétáno přes 30 000 letových hodin.
| Národnost   | Cestující | Posádka | Mimo letadlo | celkem |
| ----------- | --------- | ------- | ------------ | ------ |
| Brazilská   | 171       | 6       | 12           | 189    |
| Francouzská | 2         | 0       | 0            | 2      |
| Argentinská | 2         | 0       | 0            | 2      |
| Portugalská | 1         | 0       | 0            | 1      |
| Švédská     | 1         | 0       | 0            | 1      |
| USA         | 1         | 0       | 0            | 1      |
| Jihoafrická | 2         | 0       | 0            | 2      |
| Peruánská   | 1         | 0       | 0            | 1      |
| Total       | 181       | 6       | 12           | 199    |

## Nehoda
Let 3054 měl povolení k přistání na dráze 35L letiště Congonhas. Záznamy z kamer ukázaly, že letoun přistál bez viditelných potíží, ale nezačal normálně zpomalovat a vyjel z konce dráhy rychlostí asi 170 km/h. Dráha je vyvýšená nad okolím, takže letadlo přeletělo přes rušnou ulici Avenida Washington Luís a narazilo do čtyřpatrové budovy TAM Express, kde způsobilo velký požár. V budově byly kanceláře a sklad, vedle ná stála čerpací stanice Shell. Všech 187 osob na palubě zahynulo a letoun byl zničen. Dráha byla nedávno přeasfaltována, ale ještě neměla protiskluzové drážky pro odvádění vody, což zvyšovalo riziko aquaplaningu. Záznam z letového zapisovače ukázal, že těsně před přistáním byly obě plynové páky v poloze „CL“ (stoupání), řízené automatickým systémem. Dvě sekundy před dosednutím systém vydal zvukové varování „retard, retard“, vyzývající piloty ke stažení pák do volnoběhu. Při dosednutí byla páka spoileru sice v poloze „ARMED“ (připraveno), ale podle logiky systému Airbus A320 je nutné, aby byly obě plynové páky na volnoběhu, aby se spoilery automaticky aktivovaly. Záznam ukazuje, že pilot stáhl levou plynovou páku (aktivoval obraceč tahu levého motoru), ale pravá zůstala ve stoupací poloze – u motoru, který měl obraceč tahu vypnutý. Airbus A320 nepohybuje pákami automaticky při změně tahu, takže piloti si mohli myslet, že jsou obě páky na volnoběhu. Výsledkem bylo, že levý motor brzdil, zatímco pravý táhl dopředu, což způsobilo asymetrický tah, ztrátu kontroly a následnou havárii. Od špatného nastavení pák do vyjetí z dráhy uplynulo jen 16 sekund a do nárazu pouhých 26 sekund.

## Památník

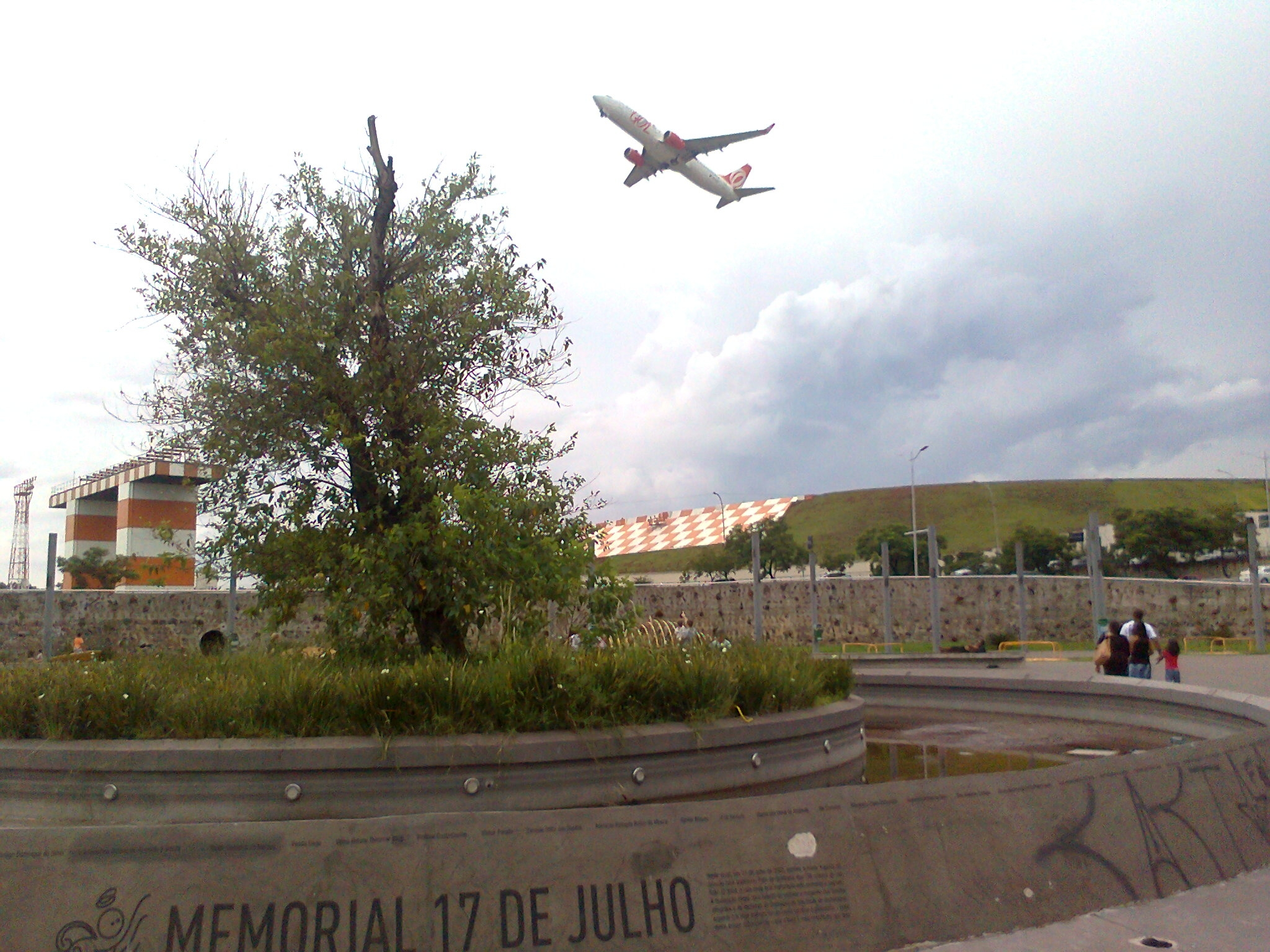
Památník obětem nehody

Dne 17. července 2012, při pátém výročí nehody, bylo otevřeno pamětní místo nazvané Memorial Square. Nachází se na místě bývalého skladu TAM Express, který byl po nehodě zbořen, a má rozlohu přes 8 300 m². Součástí památníku jsou jména obětí a morušovník, který přežil havárii.[zdroj?] Další památník s názvem „Largo da Vida“ se nachází v Porto Alegre poblíž letiště Salgado Filho, odkud let 3054 odstartoval – zde bylo vysazeno 199 stromů.

## Dramatizace
Nehodě se věnuje díl 11. série Leteckých katastrof. V ČR byl vysílán v rámci 6. řady pod názvem Smrtící pověst.
Na Netflixu bude v roce 2025 uvedena minisérie, která se bude nehodě věnovat.